# بیکاری اصطکاکی
بیکاری اصطکاکی (به انگلیسی: Frictional unemployment) حاصل از فاصله زمانی مورد نیاز برای تربیت نیروی کار، برای استخدام در صنعت خاصی است. از آنجایی که پیوستن به صنعت جدید برای کار یا جابجایی بین صنایع توسط کارگران محتاج به مدت زمانی برای آموزش توانایی‌های جدید است، بیکاری اصطکاکی همیشه در اقتصاد وجود دارد.
بیکاری اصطکاکی به علت اینکه هر دو شغل و کارگر ناهمگن هستند و ناسازگاری می‌تواند بین ویژگی‌های عرضه و تقاضا حاصل شود وجود دارد. همچنین عدم انطباق می‌تواند مربوط به مهارت، پرداخت، زمان کار، محل، نگرش، طبع و بسیاری از عوامل دیگر باشد. تازه واردان (از قبیل  دانشجویان تازه فارغ‌التحصیل شده ) و تازه واردان (از قبیل خانه سازان سابق) نیز می‌توانند طلسم بیکاری اصطکاکی را تجربه کنند. کارگران و همچنین کارفرمایان سطح خاصی از ناقص بودن، ریسک یا مصالحه را قبول می‌کنند، اما معمولاً حق ندارند؛ آن‌ها برخی از زمان و تلاش برای پیدا کردن یک مسابقه را سرمایه‌گذاری می‌کنند. این در واقع برای اقتصاد مفید است، زیرا منجر به تخصیص بهتر منابع می‌شود. با این حال، اگر این جستجو طول بکشد یا بیش از حد طولانی و ناسازگارشود، اقتصاد آسیب می‌بیند زیرا در آن مقطع زمانی کاری انجام نخواهد شد. بنابراین، دولت‌ها به دنبال راه‌هایی برای کاهش بیکاری غیرضروری بیکاری هستند.
بیکاری اصطکاکی مرتبط با مفهوم اشتغال کامل است و همسو با آن است، چرا که هر دو دلایل اینکه اشتغال کامل را هرگز به دست نیاورید، مطرح می‌شود. اصطکاک در بازار کار گاهی با منحنی باریک و منحنی محدب نشان می‌دهد که رابطهٔ ثابت بین نرخ بیکاری در یک محور و نرخ خالی در دیگری نشان داده شده‌است. تغییرات در عرضه یا تقاضا برای جنبش‌های کار در طول این منحنی. افزایش در اصطلاح بازار کار منحنی را به بیرون تغییر می‌دهد و بالعکس. فرم بلند مدت بیکاری اصطکاکی بیکاری ساختاری است که بسیار مشابه است.